# Zes kaarsen voor Indië
Zes kaarsen voor Indië is een uiteenzetting die in dagboekvorm geschreven is door de schrijver Leonhard Huizinga.
Zijn dagboek bestaat uit 6 hoofdstukken, die hier symbolisch kaarsen worden genoemd. Het boek werd uitgebracht door het ondergrondse blad, Ons Volk, tijdens de Tweede Wereldoorlog, en werd in opdracht geschreven voor het comité Voorlichting Overzeesche Gebiedsdeelen.Dit was voor de schrijver geen punt, want hij had zelf begin jaren dertig ook een tijdje op Java gewoond.
Het uitbrengen van het boekje verliep echter moeizaam door gebrek aan materiaal en door de  hongerwinter. Ook was de vertraging te wijten aan een inval van de Duitse S.D. Het boekje had als doel de rol te verduidelijken die Nederland als grote mogendheid moest spelen in de wereld. 
Het hieronder beschreven verhaal is dan ook een zienswijze van Nederland in de oorlog: Men dacht dat Indië, zodra de oorlog was afgelopen, weer als vanouds bij het Nederlandse rijk kon worden gevoegd. Verder laat de schrijver vooral blijken dat hij heimwee had (door de vele uitgebreide omgevingsbeschrijvingen) en weer terug verlangt naar Nederlands-Indië. 

## Het verhaal
31 december 1944
In de eerste hoofdstuk is de schrijver alleen thuis op oudejaarsnacht, hij ontsteekt hier zijn eerste kaars. Al snel schrijft hij over de schaduwen en oorlog, maar de schrijver droomt over hoop. Hoop voor Indië, waar volgens hem duizenden werelden zich in één land bevinden. De schrijver woonde daar vlak bij een berg waaroverheen men héél Java kon zien, van de Poeloe Weh tot aan de sneeuwbergen van Nieuw-Guinea. Verder vertelt hij hoe het Javaanse landschap, met zijn vele rijstvelden en inspirerende omgevingen, eruitzag.
1 januari 1945
De tweede kaars wordt ontstoken en het wordt  duidelijk dat de schrijver zich in Amsterdam bevindt. Hier verlangt hij naar de ademtocht van vrijheid. Daarna neemt hij de lezer weer mee naar Indië, vertelt hij over het avontuur van de vele Nederlandse handelaren van de VOC en was hij het er stellig mee eens dat Nederland een wederzijdse plicht heeft, namelijk om zich te bekommeren om het lot van de inlanders. De twee landen moesten zelfs in één rijk opgaan. Tot slot vertelt hij dat Nederland zeker geen schone lei had in Indië (waarbij gedacht moet worden aan Jan Pieterszoon Coen).
2 januari 1945
Wanneer de derde kaars brandt, gaat hij kort in op de wilde natuur van Java, daarna behandelt hij de gewone dessaman, tani of de Javaanse boer. Naar zijn mening moest het westen geen haast hebben met het civiliseren, want krijgt men een kind soms sneller groot door het vol te persen met eten boven zijn vermogen?. Daarna stelt de schrijver dat haast in zich zelve geen vooruitgang is en rust iets voor de eeuwen. Anders gezegd, het westen moest naar eigen oordeel bepalen welke maximum-maat op hen toepasbaar is.
3 januari 1945
Dan de vierde kaars. Hij begint met de dorpelingen, praat over de vooruitgang die het westen daar tot nu heeft geboekt. Verder gaat hij in op de afstammelingen van hun voorouders. Deze zouden hier zijn gekomen door de grote trek naar nieuwe vruchtbare grond. Op het eind heeft hij het over de steeds toenemende -kleine- stroom Japanners, die in Indië werken als kapper of fotograaf, maar in werkelijkheid spion waren. De schrijver was nogal verontwaardigd dat Nederland, als rijke mogendheid, zich zo heeft laten verrassen tijdens de oorlog. Dit laat hij constant blijken met de zin maar nog stond onze eerste pantserkruiser niet op stapel!.
4 januari 1945
Tijdens de vijfde kaars vertel de schrijver ons iets over de stad, m.n. Batavia, waar het Nederlands-Indisch leven nadrukkelijk aanwezig was. Daarnaast beweert de schrijver dat de stad is geheel Indië en is Indië geheel niet. In andere woorden: als je Indië echt wilde ervaren moest je juist niet de stad opzoeken, maar de dessa. Op de laatste bladzijden hemelde hij de plantersstad op, die diep in woud verscholen of aan de voet van een heuvel lag.
5 januari 1945.
De laatste kaars wordt ontstoken, de schrijver blikt met heimwee terug en ziet dat het afscheid nadert: Alom was rechtszekerheid en welvaart het doel, waar naar gestreefd werd. Vooruitgang ook. Soms was het tempo traag, soms te snel, maar het doel bleef hetzelfde: de bewustmaking van den naar steeds grooter zelfstandigheid groeienden inheemschen mensch. Verder gaat hij in op de vraag of Nederland Indië had uitgebuit. Volgens hem deels niet en deels wel. De overheid heeft sinds de afkondiging van de ereschuld van begin 20ste eeuw, veel geïnvesteerd in landbouw, zorg, onderwijs en 'sociale wetgeving' op Indië. Doch er bleef een oneerlijke strijd tussen grootgrondbezitters en de inheemse boeren. Daarnaast verwijt hij Nederland alsnog dat zij de plicht, om de inheemse bevolking te verdedigen, niet is nagekomen. De schrijver eindigt met de oproep, die betrekking heeft op het hele 'Nederlandse rijk' - van west (Suriname en de Antillen) tot 
oost: Te wapen.